# Biografielijst Sh

## Sha

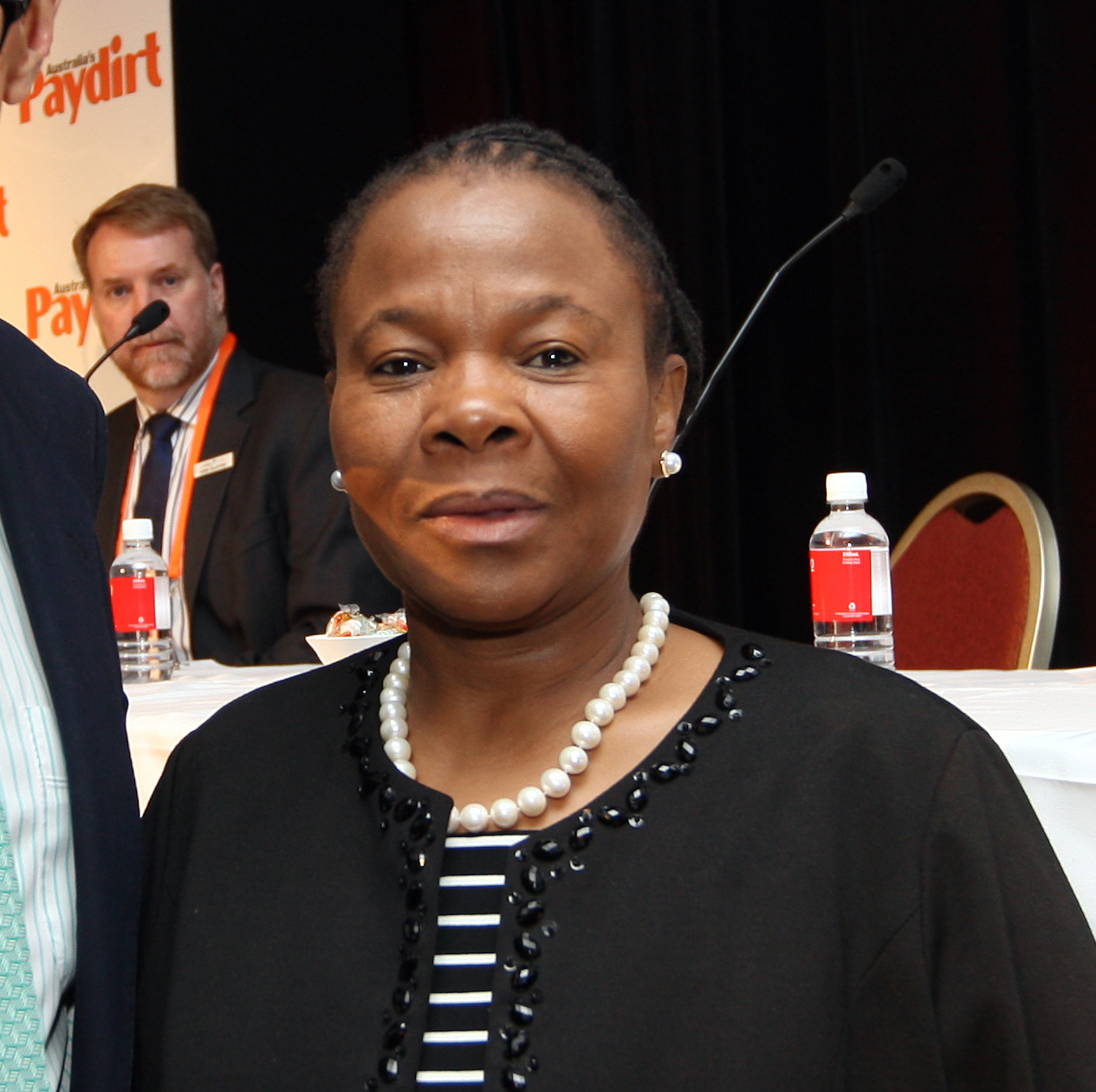
Susan Shabangu

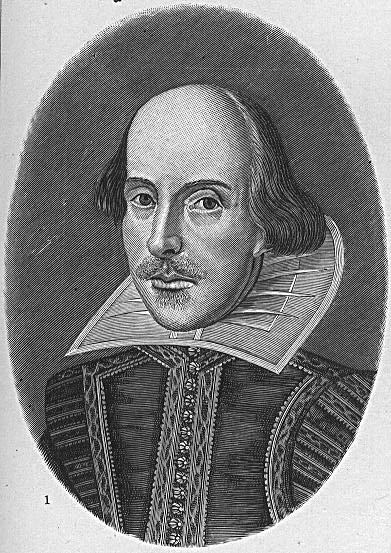
William Shakespeare

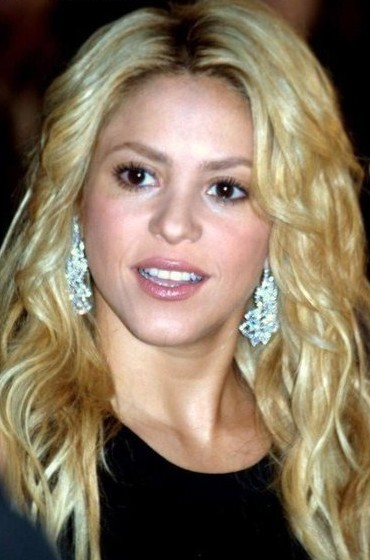
Shakira

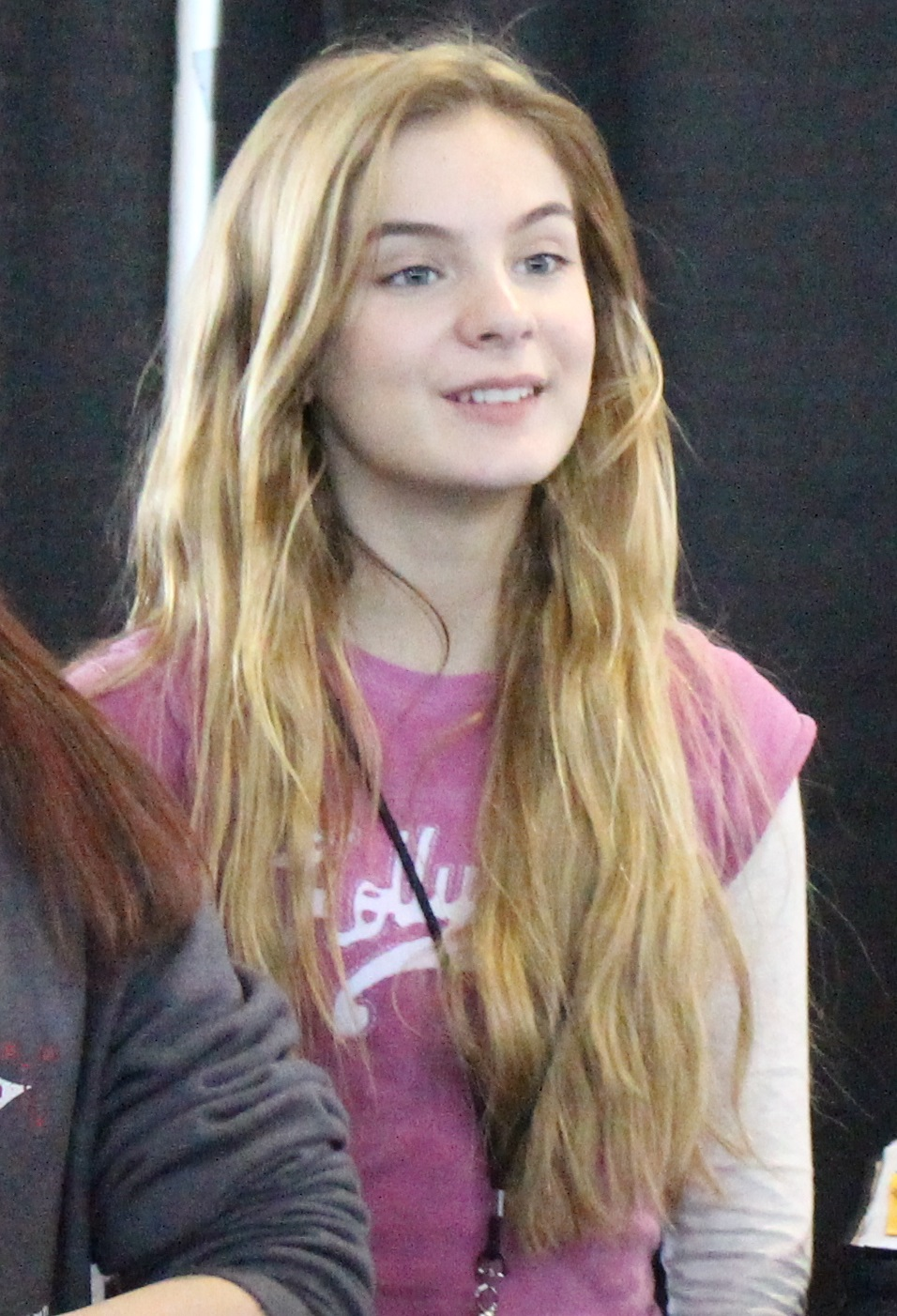
Brighton Sharbino, 2015

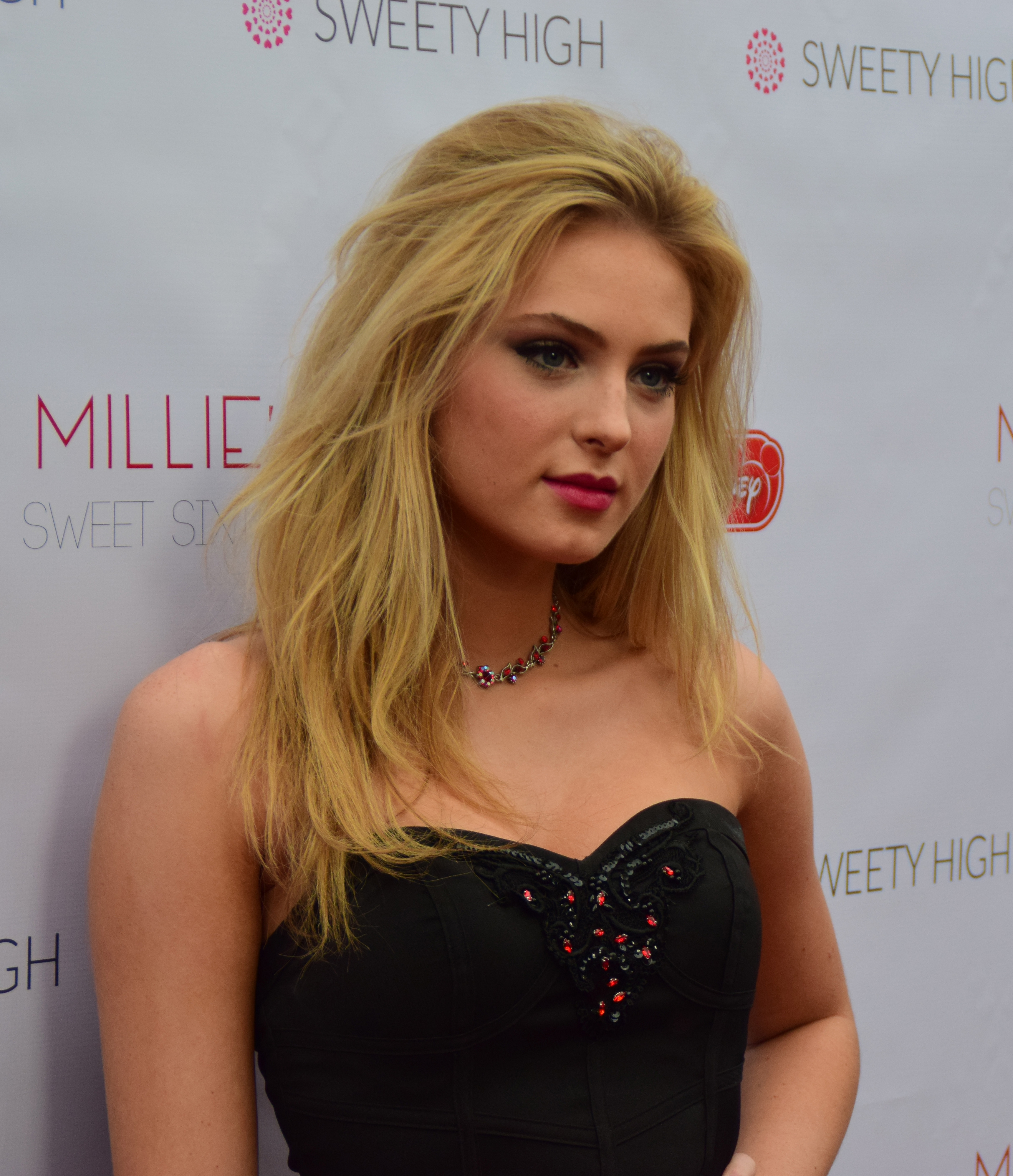
Saxon Sharbino, 2015

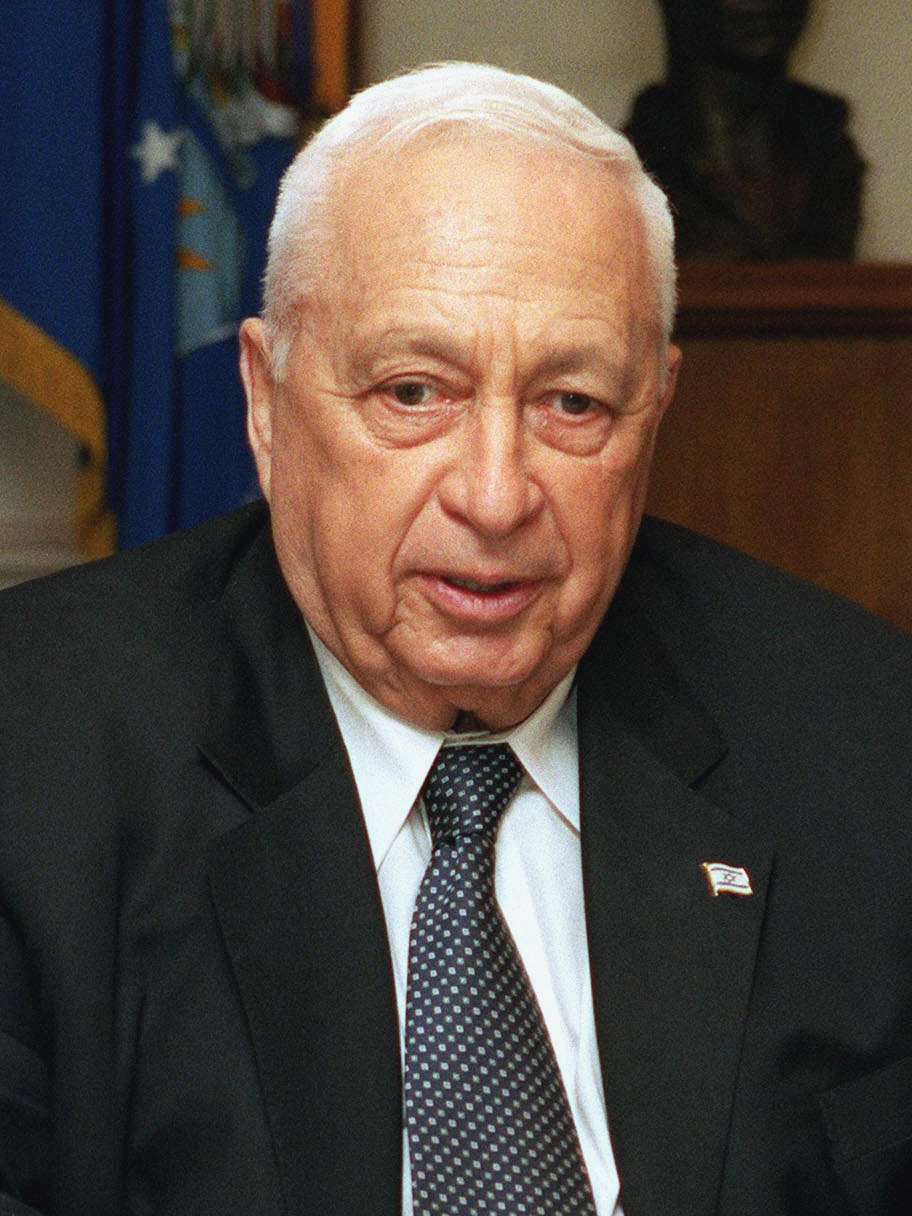
Ariel Sharon

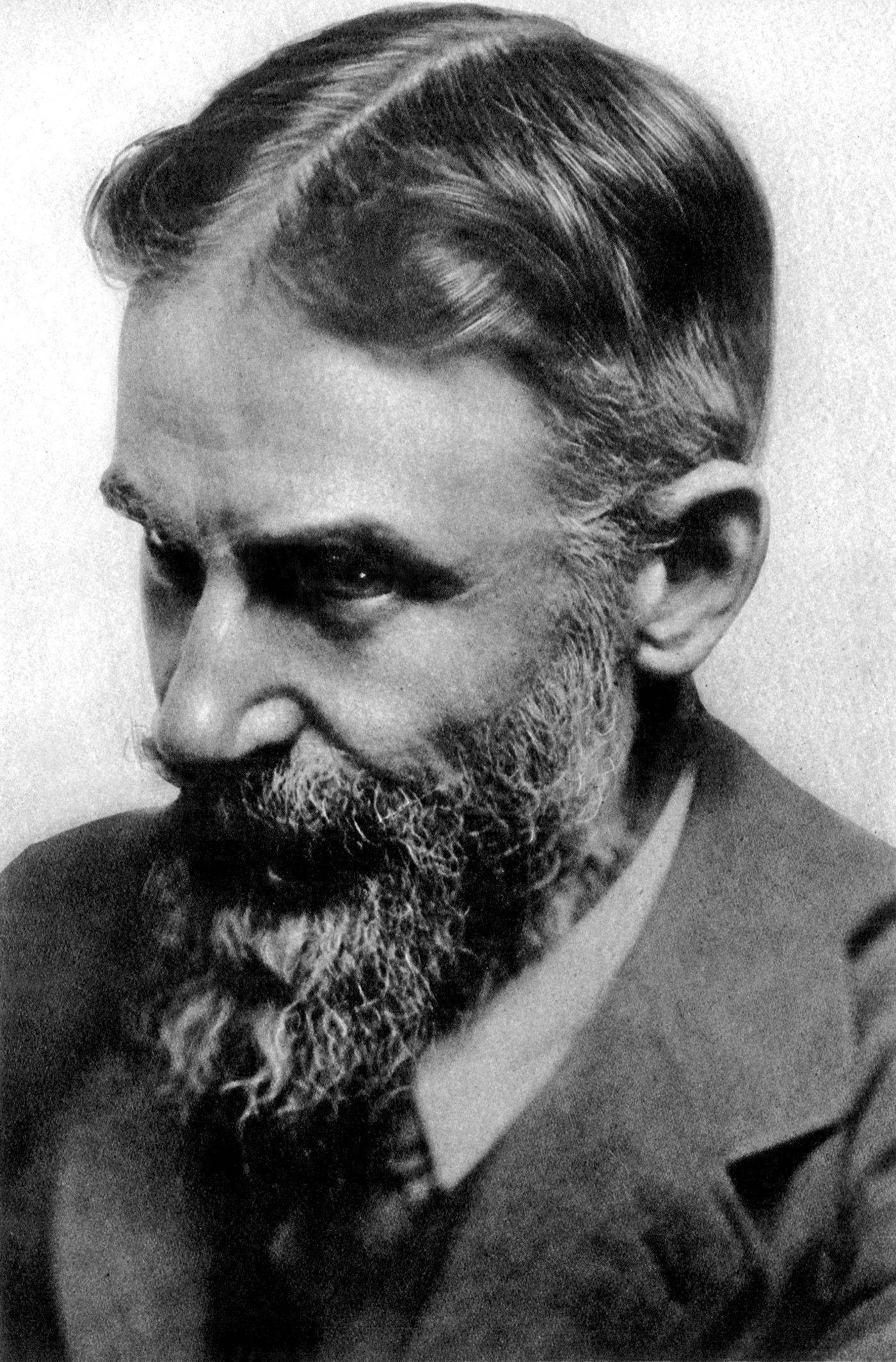
George Bernard Shaw

- Basil Shaaban (1980), Libanees autocoureur
- Shabaka, farao van Egypte (716-702 v.Chr.)
- Susan Shabangu (1956), Zuid-Afrikaans politicus
- Shaboozey (1995), Amerikaans zanger en rapper
- M. Shadows (1981), Amerikaans zanger ( Matthew Charles Sanders)
- Elif Shafak (1971), Turkse schrijver
- Ramses Shaffy (1933-2009), Nederlands zanger en acteur
- Mohamed Shahabuddeen (1931), Guyaans politicus en rechter
- Gidamis Shahanga (1957), Tanzaniaans atleet
- Yasser Shahin (1976), Australisch-Palestijns ondernemer en autocoureur
- Hussain al-Shahristani (1942), Irakees atoomgeleerde en minister
- Kumar Shahani (1940-2024), Indiaas filmregisseur
- Alfred Shaheen (1922-2008), Amerikaans textielfabrikant en couturier
- Saif Saaeed Shaheen (1982), Keniaans-Qatarees atleet
- Agha Shahi (1920-2006), Pakistaans ambtenaar, diplomaat en politicus
- Anjeza Shahini (1987), Albanees zangeres
- Jah Shaka (?-2023), Brits musicus
- Craig Shakespeare (1963-2024), Engels voetballer en voetbaltrainer
- Robbie Shakespeare (1953-2021), basgitarist (Sly and Robbie) en producer
- William Shakespeare (1564-1616), Engels toneelschrijver
- Edward Shakhikian (1950), Armeens beeldhouwer en zanger
- Shakira (1977), Colombiaans popzangeres
- Afeni Shakur (1947-2016), Amerikaans zakenvrouw, filantrope en politiek activiste
- Tupac Shakur (1971-1996), Amerikaans rapper, dichter, acteur en misdaadslachtoffer
- Klodiana Shala (1979), Albanees atlete
- Meir Shalev (1948-2023), Israëlisch schrijver
- Gilad Shalit (1986), Israëlisch militair
- Oliver Shallenberger (1860-1898), Amerikaans elektrotechnicus en uitvinder
- Adil Shamasdin (1982), Canadees tennisser
- Mubarak Shami (1980), Keniaans/Qatarees atleet
- Yitzhak Shamir (1915-2012), Israëlisch politicus (onder andere premier)
- Mohammad Shamsuddin (1983), Bengalees atleet
- Paul Shane (1940-2013), Brits acteur
- Doc Shanebrook (1907-1976), Amerikaans autocoureur
- Roza Shanina (1924-1945), Russische onderwijzeres en sluipschutter
- Ramsewak Shankar (1937), Surinaams politicus
- Bill Shankly (1913-1981), Schots voetbaltrainer
- Michael Shanks (1970), Canadees acteur
- Yang Shangkun (1907-1998), Chinees leider en president
- Claude Shannon (1916-2001), Amerikaans elektrotechnicus
- Terrence Shannon Jr. (2000), Amerikaans basketballer
- Benny Shanon (1948), Israëlisch psycholoog en taalkundige
- Eric Shanteau (1983), Amerikaans zwemmer
- Shao Qi (2001), Chinees freestyleskiester
- Steven Shapin (1945), Amerikaans wetenschapshistoricus
- Greg Shapiro (19?), Amerikaans acteur
- Harriet Shapiro (1927-1986), Amerikaans actrice
- Helen Shapiro (1946), Brits zangeres
- Joel Shapiro (1941-2025), Amerikaans beeldhouwer
- Jonathan Shapiro (Zapiro) (1958), Zuid-Afrikaans cartoonist
- Viktor Shapovalov (1965), Russisch autocoureur
- Natan Sharansky (1948), Russisch-Israëlisch schrijver, dissident en politicus
- Anas Sharbini (1987), Kroatisch voetballer
- Brighton Sharbino (2002), Amerikaanse actrice
- Saxon Sharbino (1999), Amerikaans actrice
- Moshe Sharett (1894-1965), Israëlisch premier (1953-1955)
- John Sharian, Amerikaans acteur, filmregisseur, filmproducent en scenarioschrijver
- Anas al-Sharif (1996-2025), Palestijns journalist
- Nawaz Sharif (1949), Pakistaans politicus (onder andere premier)
- Omar Sharif (1932-2015), Amerikaans filmacteur en bridgespeler
- Ariel Sharon (1928-2014), Israëlisch generaal en politicus (onder andere premier)
- Omri Sharon (1964), Israëlisch politicus (zoon van Ariel Sharon)
- Billy Sharp (1986), Engels voetballer
- Dee Dee Sharp (1945), Amerikaans zangeres
- Gene Sharp (1928), Amerikaans politicoloog
- Hap Sharp (1928-1993), Amerikaans autocoureur
- Lesley Sharp (1960), Brits actrice
- Louis Sharp (2007), Nieuw-Zeelands autocoureur
- Martin Sharp (1942-2013), Australisch kunstenaar
- Phillip Allen Sharp (1944), Amerikaans geneticus en moleculair bioloog
- Ryan Sharp (1979), Schots autocoureur
- Scott Sharp (1968), Amerikaans autocoureur
- Timm Sharp (1978), Amerikaans acteur
- Cassie Sharpe (1992), Canadees freestyleskiester
- Darcy Sharpe (1996), Canadees snowboarder
- James Sharpe (1962), Nederlands atleet en politicus
- Tom Sharpe (1928-2013), Brits auteur
- Al Sharpton (1954), Amerikaans predikant, mensenrechtenactivist en politicus
- William Shatner (1931), Canadees acteur en zanger
- Grant Shaud (1961), Amerikaans acteur
- Dan Shaver (1950-2007), Amerikaans autocoureur
- Artie Shaw (1910-2004), Amerikaans jazz-muzikant
- Charles 'Bobo' Shaw (1947-2017), Amerikaans jazzdrummer
- Clay Shaw (1913-1974), Amerikaans zakenman
- George Bernard Shaw (1856-1950), Iers toneelschrijver
- Lindsey Shaw (1989), Amerikaans actrice
- Marlena Shaw (1942-2024), Amerikaans zangeres
- Run Run Shaw (1907-2014), Chinees filmproducent
- Wilbur Shaw (1902-1954), Amerikaans autocoureur
- Brian Shawe-Taylor (1915-1999), Brits autocoureur
- Ryan Shay (1979-2007), Amerikaans atleet
- Shaydie (1973), Nederlands zangeres en danseres
- Qays Shayesteh (1988), Afghaans-Nederlands voetballer
- Cari Shayne (1972), Amerikaans actrice

## She

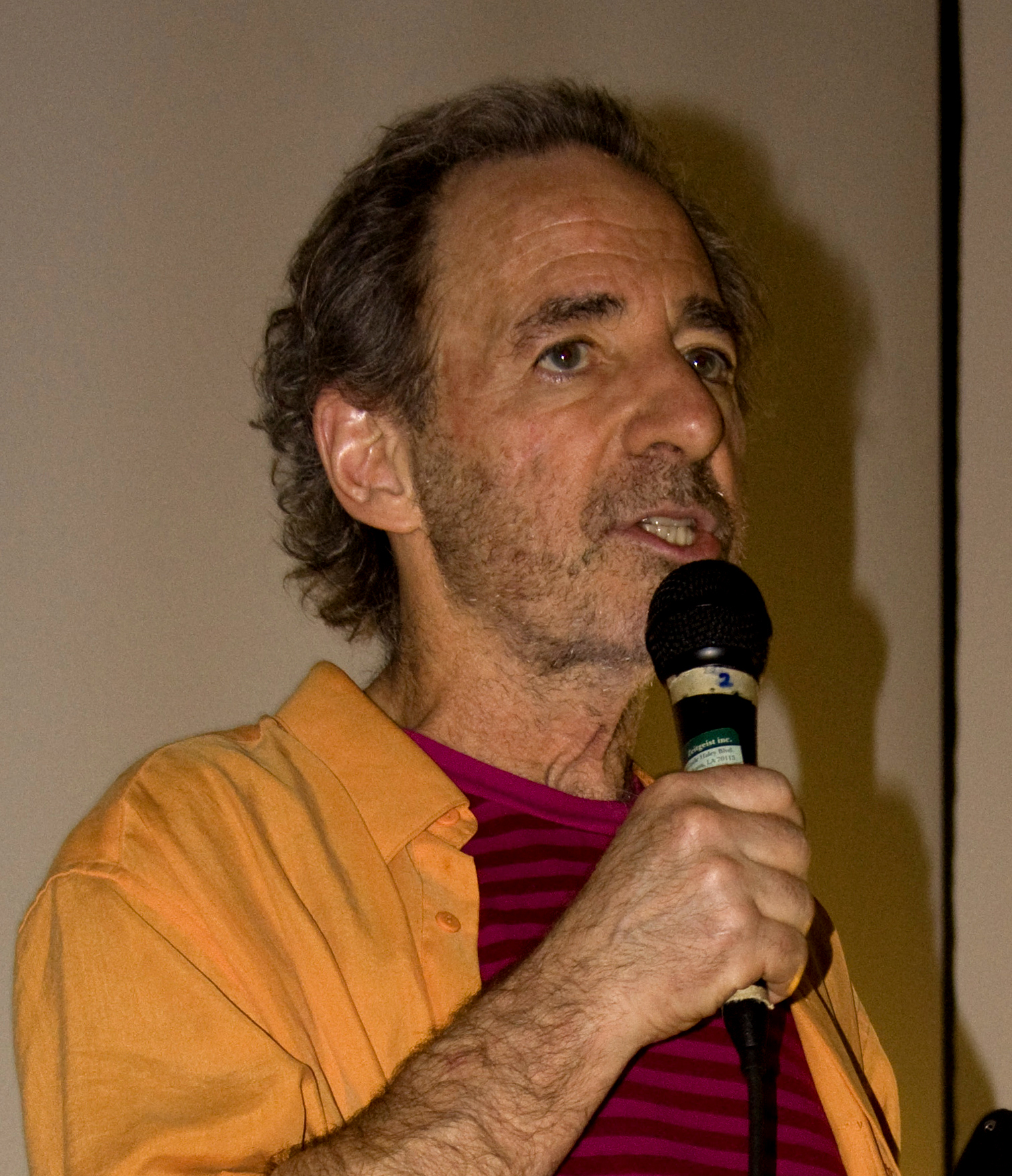
Harry Shearer, 2009

Mary Shelley

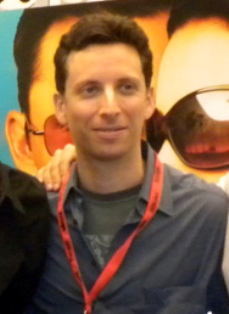
Ben Shenkman, 2009

- Bob Shearer (1948-2022) Australisch golfspeler
- Harry Shearer (1943), Amerikaans acteur, stemacteur, muzikant, auteur, radiopresentator, filmregisseur, filmproducent, scenarioschrijver en komiek
- Norma Shearer (1902-1983), Canadees actrice
- George Shearing (1919-2011), Brits-Amerikaans jazzpianist
- Ryan Sheckler (1989), Amerikaans skateboarder
- Gordon Shedden (1979), Schots autocoureur
- Douglas Sheehan (1949-2024), Amerikaans acteur
- Gary Sheehan (1968), Amerikaans autocoureur
- Charlie Sheen (1965), Amerikaans acteur
- Michael Sheen (1969), Welsh acteur
- Josette Sheeran (1954), Amerikaans hoofd van het wereldvoedselprogramma van de VN
- Meir Sheetrit (1948), Israëlisch politicus en bestuurder
- Chris Sheffield (1988), Amerikaans acteur
- Mehmet Shehu (1913-1981), Albanees politicus
- Laurence Bonaventure Sheil (1814-1872), Australisch bisschop
- Chandra Shekhar (1927-2007), Indiaas premier
- Carroll Shelby (1923-2012), Amerikaans coureur en ontwerper/bouwer van auto's
- Stephen Shellen (1957), Canadees acteur
- Mary Shelley (1797-1851), Engels schrijfster
- Percy Bysshe Shelley (1792-1822), Engels dichter
- Pete Shelley (Peter McNeish) (1955-2018), Brits muzikant
- Naomi Shemer (1930-2004), Israëlisch liedschrijfster
- Shen Fu-Tsung (1658-1691), Chinees Mandarijn en jezuïet
- Shen Xiaoxue (1993), Chinees freestyleskiester
- Shen Xue (1978), Chinees kunstschaatsster
- Sheng Keyi (1973), Chinees schrijfster
- Ben Shenkman (1968), Amerikaans acteur
- Gudisa Shentema (1980), Ethiopisch atleet
- Rachel Shenton (1987), Brits actrice
- Jiwansingh Sheombar (1957-1982), Surinaams militair
- Alan Shepard (1923-1998), Amerikaans ruimtevaarder
- Ernest Shepard (1879-1976), Brits tekenaar
- Matthew Shepard (1976-1998), Amerikaans student en geweldslachtoffer
- Helen Shepherd (1939), Nederlands zangeres
- Kirk Shepherd (1986), Engels darter
- Verene Shepherd (?),  Jamaicaans sociaal historicus en hoogleraar
- Mel Sheppard (1883-1942), Amerikaans atleet
- Theophilus Shepstone (1817-1893), Brits ambtenaar in Zuid-Afrika
- Mark Shera (1949), Amerikaans acteur
- William Sherard (1659-1728), Engels botanicus
- Liz Sheridan (1929-2022), Amerikaans actrice
- Martin Sheridan (1881-1918), Amerikaans atleet
- Tony Sheridan (1940-2013), Brits songwriter en rockmuzikant
- Abdul Sheriff (1939), Tanzaniaans geschiedkundige en museumdirecteur
- Jack Sherman (1956-2020),  Amerikaans studio-gitarist
- Richard Morton Sherman (1928-2024), Amerikaans songwriter
- Robert Bernard Sherman (1925-2012), Amerikaans componist
- Robert (Bobby) Cabot Sherman Jr. (1943-2025), Amerikaans zanger, liedjesschrijver en acteur
- Roy Sherman (1909-1968), Amerikaans autocoureur
- India Sherret (1996), Canadees freestyleskiester
- David Sherrill (1959), Amerikaans acteur, scenarioschrijver en filmproducent
- Charles Scott Sherrington (1857-1952), Brits fysioloog en Nobelprijswinnaar
- Vladimir Sheshenin (1989), Russisch autocoureur
- Reshma Shetty (1977), Brits/Amerikaans actrice
- Shilpa Shetty (1975), Indiaas actrice

## Shi
- Shi Jinglin (1993), Chinees zwemster
- Shi Tingmao (1991), Chinees schoonspringster
- Yoko Shibui (1979), Japans atlete
- Alex Shibutani (1991), Amerikaans kunstschaatser
- Maia Shibutani (1994), Amerikaans kunstschaatsster
- Brooke Shields (1965), Amerikaans actrice
- Cian Shields (2005), Brits autocoureur
- Claressa Shields (1995), Amerikaans boksster
- Thomas Shields (1991), Amerikaans zwemmer
- Berhanu Shiferaw (1993), Ethiopisch atleet
- Mikaela Shiffrin (1995), Amerikaans alpineskiester
- Shih Kien (1913-2009), Hongkongs acteur
- James Shigeta (1933), Amerikaans acteur en zanger
- Muna Shehadi (1961), Amerikaans klassiek zangeres en schrijfster
- Dov Shilansky (1924-2010), Israëlisch politicus
- Jean Shiley (1911-1998), Amerikaans atlete
- Yosef Shiloach (1941-2011), Israëlisch acteur en activist
- Masatoshi Shima (1943), Japans schei- en natuurkundige
- Kiyoko Shimahara (1976), Japans atlete
- Reruhi Shimizu (1993), Japans schansspringer
- Hayanari Shimoda (1984), Japans autocoureur
- Osamu Shimomura (1928-2018), Japans scheikundige en Nobellaureaat
- Sab Shimono (1937), Amerikaans acteur
- Eddie Shin (1976), Amerikaans acteur
- Michael Shin (2004), Zuid-Koreaans autocoureur
- Panthongtae Shinawatra (1978), Thais ondernemer
- Thaksin Shinawatra (1949), Thais politiefunctionaris, ondernemer en politicus (o.a. premier)
- Mike "Kenji" Shinoda (1977), Amerikaans artiest
- Kenjiro Shinozuka (1948-2024), Japans rallyrijder
- Shinri Shioura (1991), Japans zwemmer
- Jenny Shipley (1952), Nieuw-Zeelands lerares en politica (o.a. premier)
- Jerry Shipp, (1935-2021), Amerikaans basketballer
- Hideki Shirakawa (1936), Japans scheikundige en Nobelprijswinnaar
- William L. Shirer (1904-1993), Amerikaans journalist, geschiedkundige en schrijver
- Derek Shirley (1975), Canadese jazzbassist
- Dame Stephanie "Steve" Shirley (1933-2025), Brits zakenvrouw en filantroop
- Olga Shishigina (1968), Kazachs atlete

## Shk
- Maria Shkanova (1989), Wit-Russisch alpineskiester

## Shl
- Harry Shlaudeman (1926), Amerikaans diplomaat

## Shn
- Simon Shnapir (1987), Amerikaans kunstschaatser
- Edwin S. Shneidman (1918-2009), Amerikaans psycholoog

## Sho

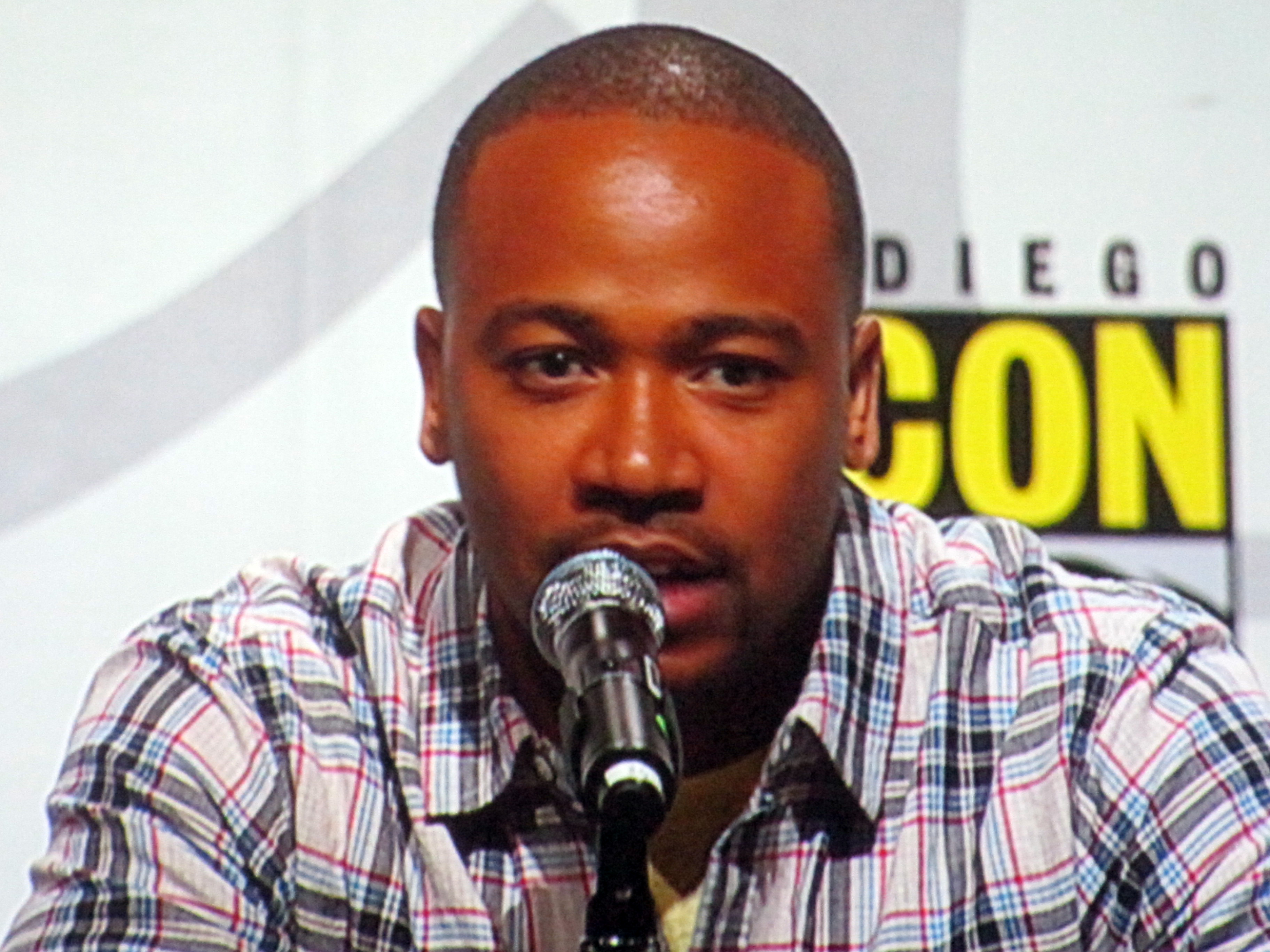
Columbus Short, 2010

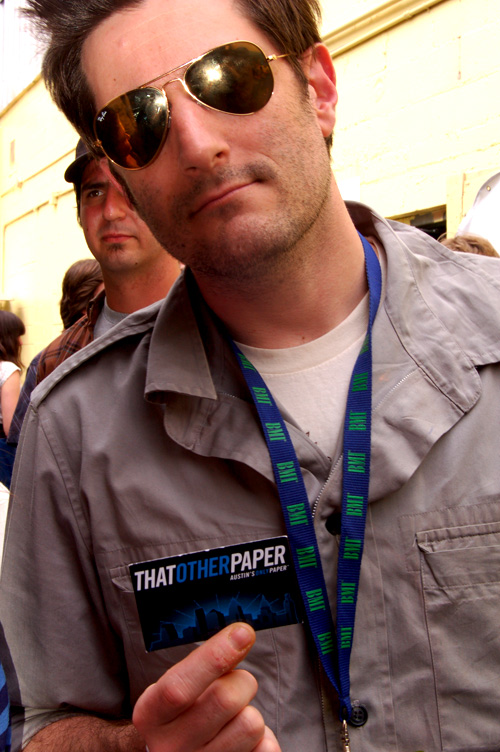
Michael Showalter, 2007

- William Shockley (1910-1989), Brits-Amerikaans natuurkundige en Nobelprijswinnaar
- Carolyn Shoemaker (1929), Amerikaans astronoom
- Eugene Shoemaker (1928-1997), Amerikaans geoloog, astronoom en kometenjager
- Isaac Shoenberg (1880-1963), Russisch-Brits elektronicus en televisiepionier
- Daryush Shokof (1954), Iraans kunstenaar, kunstschilder, filmmaker, scenarioschrijver/regisseur en filosoof
- Miriam Shor (1971), Amerikaans actrice
- Howard Shore (1946), Canadees componist
- Columbus Short (1982), Amerikaans acteur, zanger en choreograaf
- Wayne Shorter (1933-2023), Amerikaans jazzsaxofonist en -componist
- Ghada Shouaa (1973), Syrisch atlete
- Emile Shoufani (1947-2024), Israëlisch katholiek priester
- Warren Shouldice (1983), Canadees freestyleskiër
- Grant Show (1962), Amerikaans acteur
- Michael Showalter (1970), Amerikaans acteur, filmregisseur, filmproducent en scenarioschrijver
- Christopher Showerman (1971), Amerikaans acteur, filmproducent, filmregisseur, scenarioschrijver en komiek

## Shr
- Mark Shreeve (1957-2022), Britse musicus en componist van elektronische muziek
- Hemradj Shriemisier (1921-1968), Surinaams politicus

## Shu
- Elisabeth Shue (1963), Amerikaans actrice
- Li Shufu (1963), Chinees topman en stichter van autobouwer Geely
- Nawaf Shukralla (1976), Bahreins voetbalscheidsrechter
- Alibay Shukurov (1977), Azerbeidzjaans atleet
- Alexander Shulgin (1925-2014), Amerikaans farmacoloog en chemicus
- Clifford Shull (1915-2001), Amerikaans natuurkundige en Nobelprijswinnaar
- George Pratt Shultz (1920-2021), Amerikaans econoom, hoogleraar, zakenman en politicus
- Nevil Shute (1899-1960), Engels romanschrijver en vliegtuigbouwer

## Shw
- Robert Shwartzman (1999), Russisch autocoureur